# هاوتيكلوك (باد كاليه)
هاوتيكلوك، باد كاليه (بالفرنسية: Hautecloque, Pas-de-Calais)‏ هي بلدية تقع في إقليم باد كاليه من منطقة نور با دو كاليه في شمال فرنسا. تبلغ مساحة هذه المدينة 6.84 (كم²)، وترتفع عن سطح البحر 150 م، يبلغ عدد سكانها 186 نسمة حسب إحصاء المعهد الوطني للإحصاء والدراسات الاقتصادية سنة 2009 م. وترأس Marc Bridoux البلدية خلال فترة (2008-2014).